# Melitaea mercea
Melitaea mercea är en fjärilsart som beskrevs av Evans 1912. Melitaea mercea ingår i släktet Melitaea och familjen praktfjärilar. Inga underarter finns listade i Catalogue of Life.